# Ryan Hill
Ryan Hill (ur. 31 stycznia 1990 w Hickory) – amerykański lekkoatleta specjalizujący się w biegach średnich i długich.
W 2013 uczestniczył w biegu na 5000 metrów w Moskwie podczas rozgrywanych tam mistrzostw świata, jednak nie odnotował tam większego sukcesu. Dwa lata później wziął udział w zawodach tej samej rangi na tym samym dystansie, także kwalifikując się do finału. Złoty medalista mistrzostw kraju (2015) z Eugene. Na początku roku 2016 został halowym wicemistrzem świata na 3000 metrów.
Rekordy życiowe: stadion – 13:05,69 (11 września 2015, Bruksela); hala – 13:27,80 (14 lutego 2015, Nowy Jork).

## Osiągnięcia
| Rok  | Impreza                   | Miejsce  | Konkurencja         | Pozycja     | Wynik    |
| ---- | ------------------------- | -------- | ------------------- | ----------- | -------- |
| 2013 | Mistrzostwa świata        | Moskwa   | bieg na 5000 metrów | 10. miejsce | 13:32,69 |
| 2015 | Mistrzostwa świata        | Pekin    | bieg na 5000 metrów | 7. miejsce  | 13:55,10 |
| 2016 | Halowe mistrzostwa świata | Portland | bieg na 3000 metrów | 2. miejsce  | 7:57,39  |